# Passirano

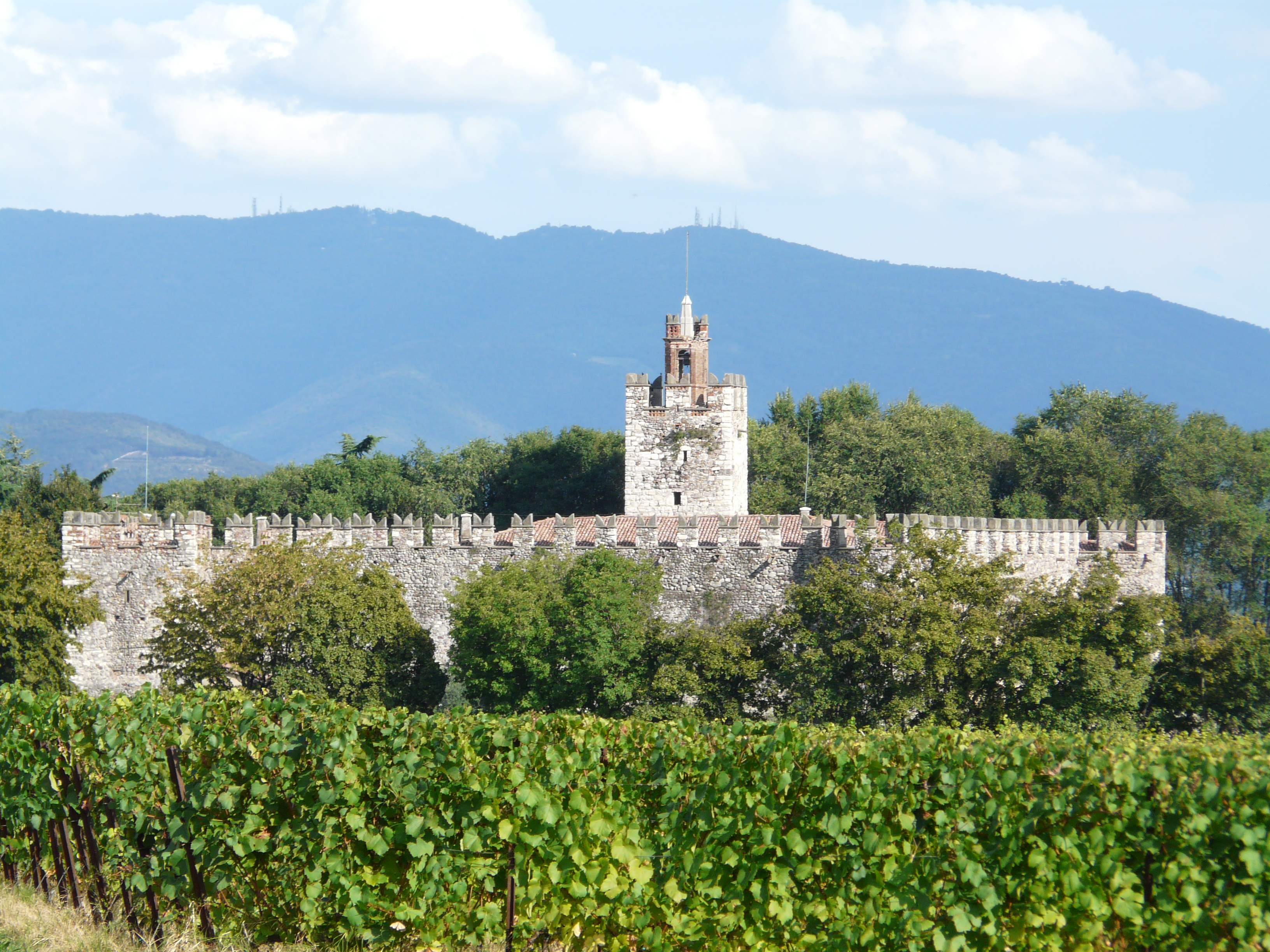
Kasteel van Passirano

Passirano is een gemeente in de Italiaanse provincie Brescia (regio Lombardije) en telt 6865 inwoners (31-05-2022). De oppervlakte bedraagt 13,9 km², de bevolkingsdichtheid is 445 inwoners per km².

## Demografie
Passirano telt ongeveer 2542 huishoudens. Het aantal inwoners steeg in de periode 1991-2001 met 14,7% volgens cijfers uit de tienjaarlijkse volkstellingen van ISTAT.
| Jaar | Inwoneraantal |
| ---- | ------------- |
| 1991 | 5153          |
| 2001 | 5911          |

## Geografie
Passirano grenst aan de volgende gemeenten: Castegnato, Cazzago San Martino, Corte Franca, Monticelli Brusati, Ospitaletto, Paderno Franciacorta, Provaglio d'Iseo, Rodengo-Saiano.